# 无机酸
无机酸是一类酸性无机化合物。最常見的無機酸有鹽酸、硫酸、硝酸等。
無機酸溶於水中時會釋出氫離子和共軛鹼離子。多數無機酸不溶於有機溶劑。

## 分类
无机酸还可以分成含氧酸和无氧酸（或称氢酸）。

## 例子
- 鹽酸（HCl）
- 硫酸（H2SO4）
- 硝酸（HNO3）
- 磷酸（H3PO4）
- 硼酸（H3BO3）
- 氫氟酸（HF）
- 氫溴酸（HBr）
- 高氯酸（HClO4）

## 参看
- 酸
- 有机酸
- 无机酸列表

## 外部連結
- Mineral Acids: Reregistration Eligibility Decision Fact Sheet （页面存档备份，存于） – 美國國家環境保護局